# Kalutara
Kalutara ist eine Großstadt in Sri Lanka mit etwa 110.000 Einwohnern.

## Lage
Kalutara liegt ungefähr 40 Kilometer südlich von Colombo an der Mündung des Flusses Kalu Ganga, dessen Name „Schwarzer Fluss“ bedeutet, in den Indischen Ozean.

## Bauwerke
Ein wichtiges Bauwerk ist die Dagoba einer großen Tempelanlage. Pilger besuchen hier einen Ableger des über 2000 Jahre alten Bodhi-Baumes, unter dem Buddha seine Erleuchtung empfangen haben soll.
Auf einer Anhöhe südlich der Innenstadt erhebt sich an der Galle Road die 1838 von dem französischen Missionar Julian Poullain erbaute Holy Cross Church, die durch Umbauten 1906 ihr heutiges Aussehen erhielt. Es handelt sich um die älteste Kirche des Distrikts Kalutara. Vor dem während der britischen Kolonialzeit errichteten Uhrturm befindet sich ein Denkmal, das an den Kampf um die Unabhängigkeit Sri Lankas erinnert. Gegenüber stehen das Rathaus (Municipal Council) und die anglikanische St. John’s Church von 1876.

## Verkehr
Die breite Galle Road, an der sich Geschäfte, Büros, Industrie- und Gewerbebetrieb aneinander reihen, durchzieht Kalutara von Nord nach Süd und ist die Hauptverkehrs- und Hauptgeschäftsstraße. Im Westen des dicht besiedelten Stadtgebietes verläuft unmittelbar am Meer die Eisenbahnlinie Coastal Line, die in Kalutara über die Bahnhöfe Kalutara South und den kleineren Bahnhof Kalutara North verfügt. Am Bahnhof Kalutara South, wo viele Nahverkehrszüge nach und von Colombo starten bzw. enden, halten auch die Fernzüge von Colombo in den Süden und Südosten des Landes. Der Busbahnhof, an dem auch die Überlandbusse halten, befindet sich östlich davon an der Galle Road.

## Söhne und Töchter der Stadt
- Wimal Weerawansa, Politiker
- Manilal Fernando (* 1949), Fußballfunktionär

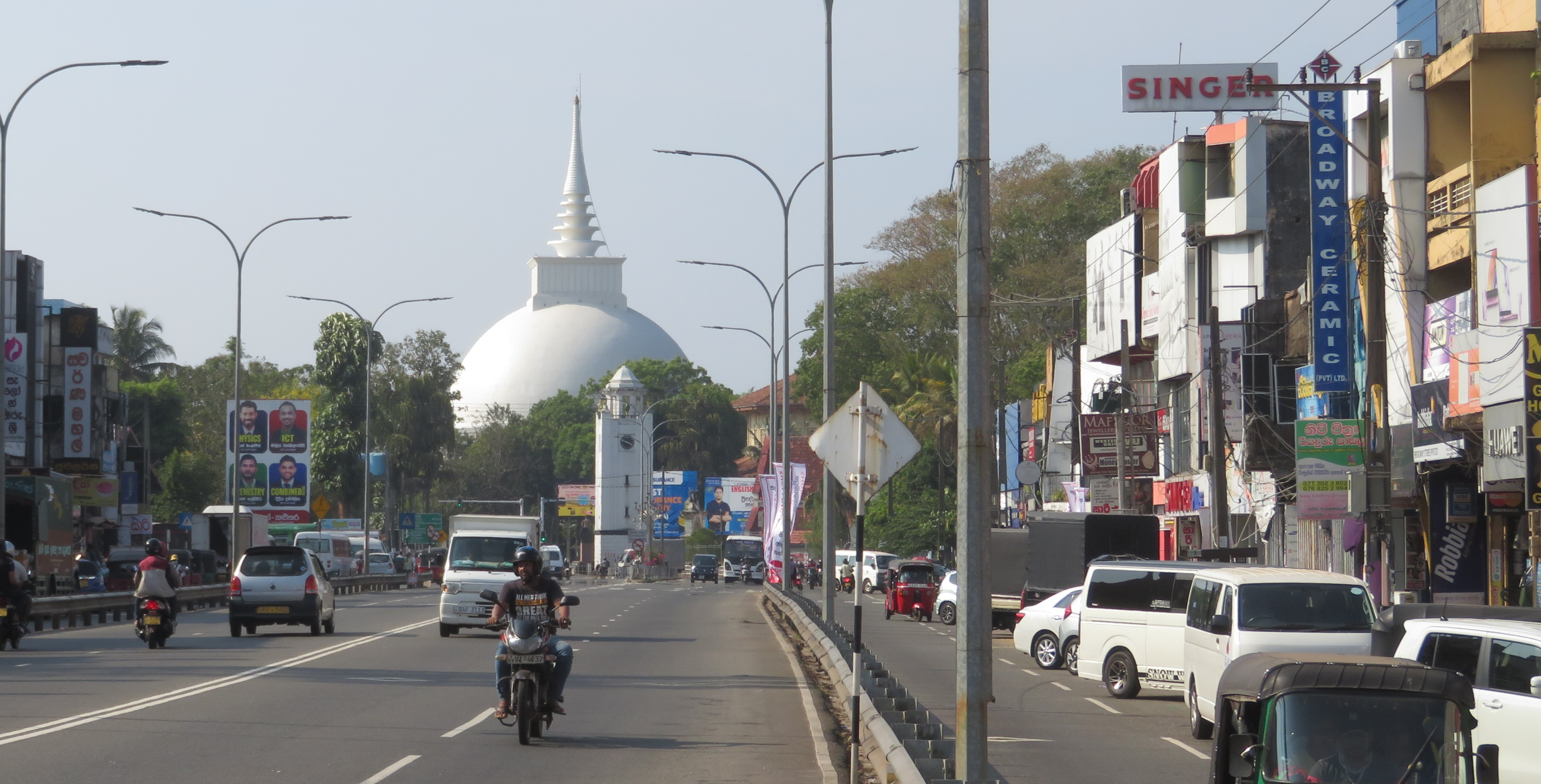
Galle Road
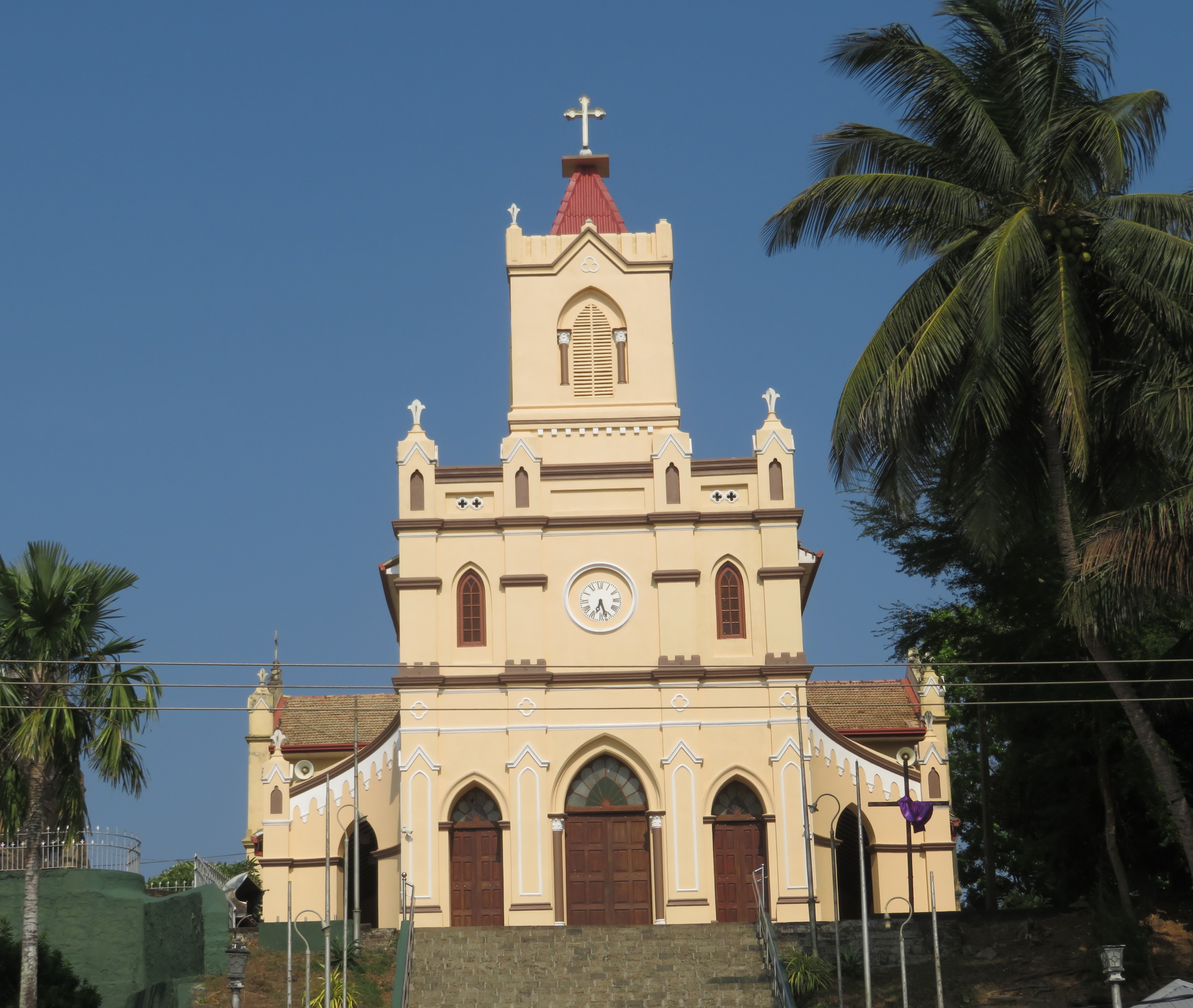
Holy Cross Church
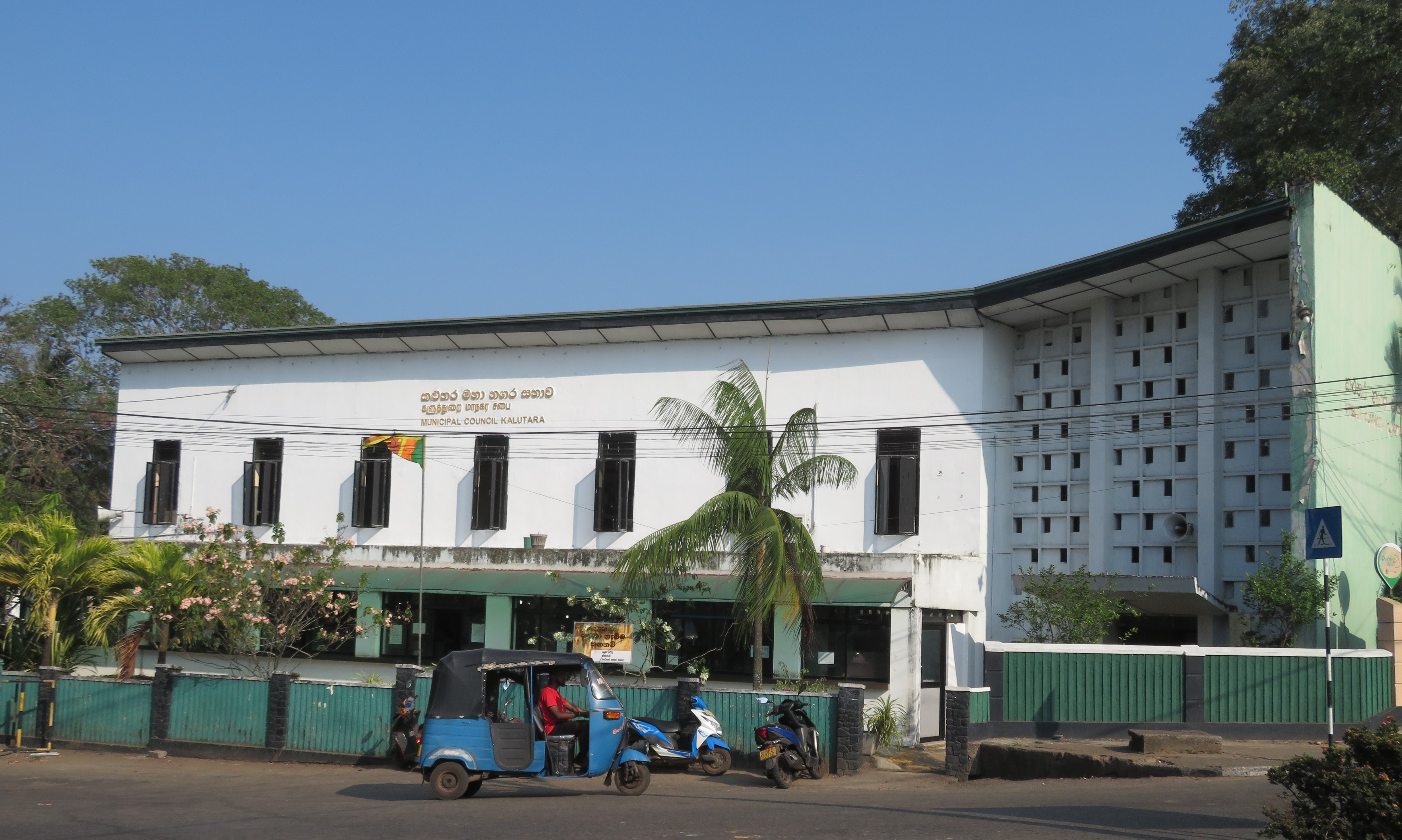
Rathaus
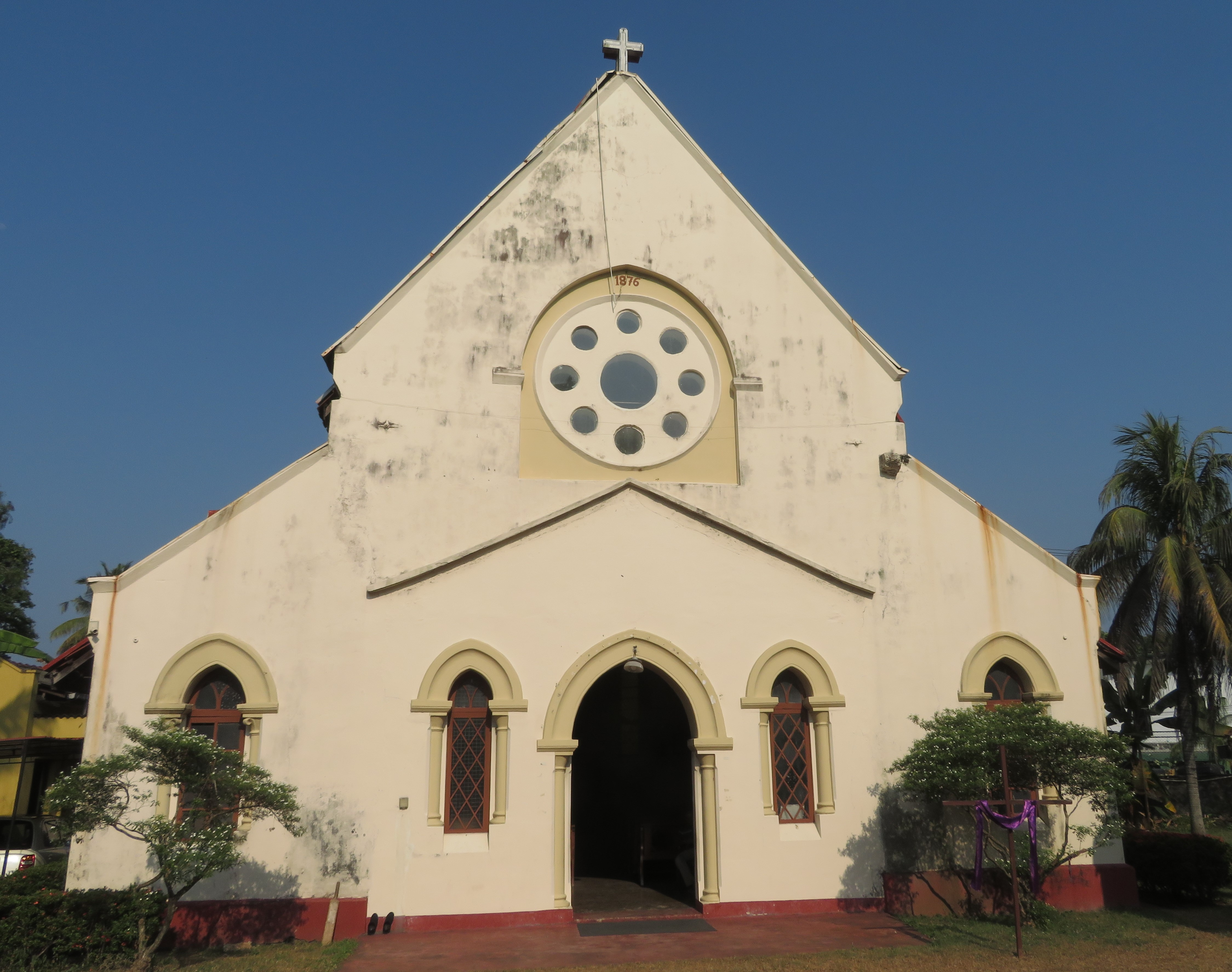
St. John's Church
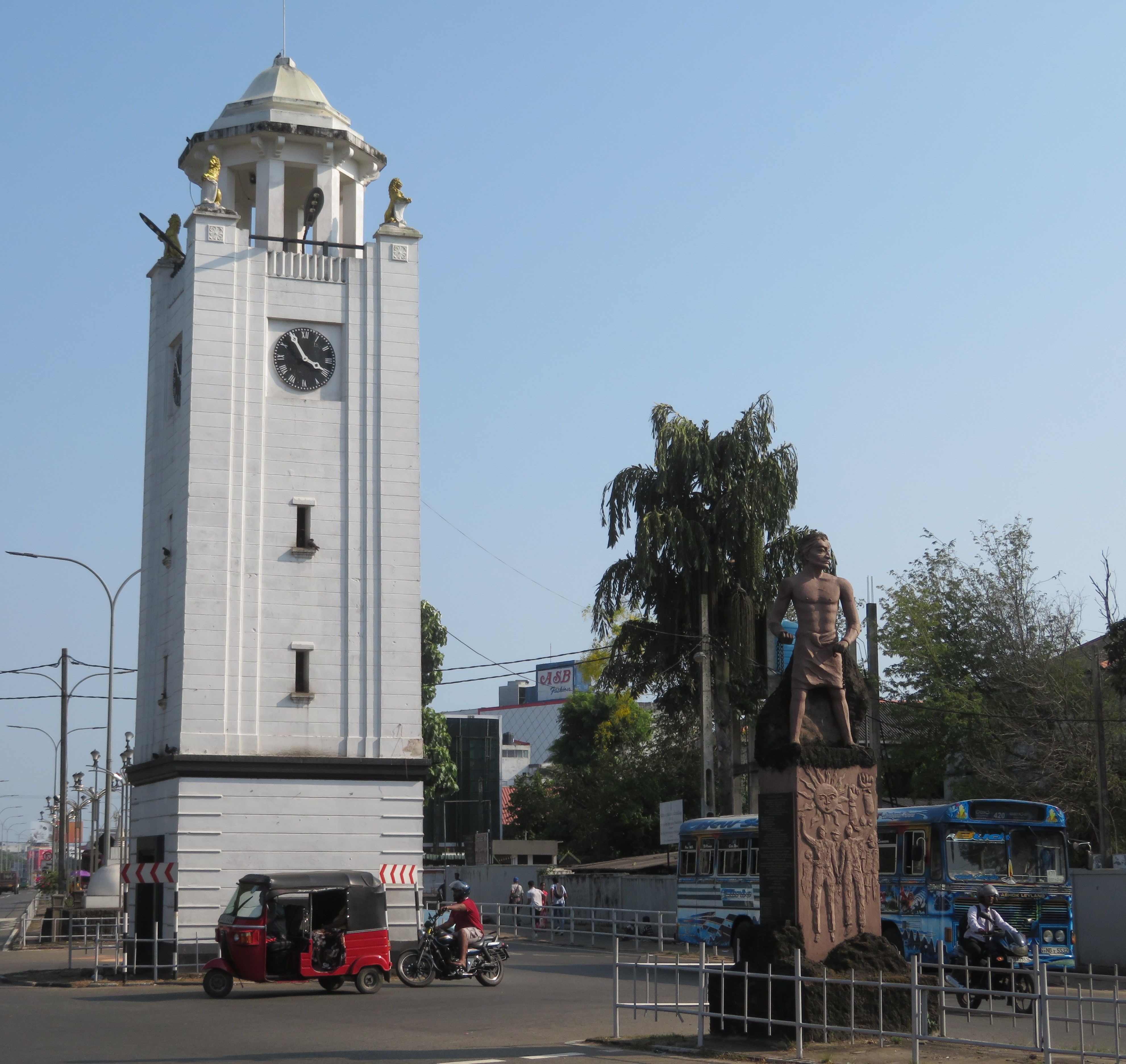
Uhrturm und Denkmal